# Throb (Gary Burton)
Throb is een studioalbum van Gary Burton en zijn kwintet. Het album werd onder leiding van muziekproducent Joel Dorn opgenomen in de Atlantic Recording Studios te New York. Op 2 juni 1969 was het de beurt aan tracks 2 en 3, op 3 juni tracks 1 en 4, op 4 juni de rest. Op 5 juni volgden aanvullende opnamen voor tracks 3 en 8. Een maand na de opnamen speelde het kwintet op het Newport Jazz Festival. Het ging deels de mist in doordat Swallow ondertussen ziek was geworden en ook Greene niet mee kon spelen. Swallow werd vervangen, maar voor Greene werd geen remplaçant gevonden. 
De stijl van het album is jazz vermengd met countrymuziek/folk (door de vioolklanken) en rock (gitaar).

## Musici
- Gary Burton – vibrafoon, piano
- Jerry Hahn – gitaar
- Richard Greene – viool
- Steve Swallow – contrabas, basgitaar
- Bill Goodwin – slagwerk

## Muziek
| Nr. | Titel                               | Duur |
| --- | ----------------------------------- | ---- |
| 1.  | Henniger flats (David Pritchard)    | 4:22 |
| 2.  | Turn of the century (Michael Gibbs) | 5:03 |
| 3.  | Chickens (Swallow)                  | 2:25 |
| 4.  | Arise, her eyes (Swallow)           | 3:45 |
| 5.  | Prime time (Hahn)                   | 3:59 |
| 6.  | Throb (Michael Gibbs)               | 4:27 |
| 7.  | Doin the pig (Swallow)              | 3:40 |
| 8.  | Triple portrait (Michael Gibbs)     | 4:25 |
| 9.  | Some echoes (Michael Gibbs)         | 6:54 |

Throb werd in het compact disctijdperk samen met Gary Burton & Keith Jarrett op één compact disc geperst.